# Emmanuel Nadingar
Emmanuel Nadingar (* 1951 in Bebidja) ist ein tschadischer Politiker.

## Leben
Nadingar studierte nach seiner Schulzeit in Brazzaville. Seit 2001 ist er für die Regierung Tschads tätig. Nadingar ist Mitglied der Partei Patriotische Wohlfahrtsbewegung. Er wurde 2004 Verteidigungsminister und war von 2008 bis 2010 als Energieminister für die Erdölwirtschaft Tschads verantwortlich.
Am 5. März 2010 wurde Nadingar Premierminister des Tschad und folgte damit auf Youssouf Saleh Abbas. Am 21. Januar 2013 trat er zurück. Sein Nachfolger wurde Djimrangar Dadnadji.